# Qurnat as-Sawda'
El Qurnat as-Sawda' (àrab: القرنة السوداء, al-Qurna as-Sawdāʾ) és el cim més alt del Líban i de la serralada del mont Líban, amb més de 3.000 metres d'altitud.